# عبدالعزیز بن موسی
عبدالعزیز بن موسی (انگلیسی: Abd al-Aziz ibn Musa؛ زاده هفتم میلادی - درگذشته ۷۱۶ میلادی) دومین والی اموی اندلس (۷۱۴–۷۱۶) بوده است.
وی پسر موسی بن نصیر فاتح مناطق جنوب اسپانیا (اندلس) بوده که اصالتی یمنی داشته است.